# Матимура, Нобутака
Нобутака Матимура (яп. 町村 信孝, 17 октября 1944, Нумадзу — 1 июня 2015, Осака) — японский государственный деятель, председатель Палаты представителей (2014—2015), министр иностранных дел Японии (2004—2005, 2007).

## Биография
Родился в семье известного политика Кинго Матимуры, избиравшегося в нижнюю палату парламента и занимавшего пост губернатора Хоккайдо.
В 1969 году окончил экономический факультет Токийского университета, затем — одногодичный курс Уэслианского университета в Соединённых Штатах.
До 1981 года работал в министерство внешней торговли и промышленности, отвечал за вопросы развития малого и среднего бизнеса; в 1979—1981 годах являлся сотрудником  Японской организации внешней торговли в Нью-Йорке.
В декабре 1982 года был избран в Палату представителей японского парламента. В 1989 году был назначен статс-секретарём в Министерство образования, культуры, спорта, в 1990 году — директором департамента культуры Либерально-демократической партии.
- 1997—1998 гг. — министр образования, науки, спорта и культуры,
- 1998—2000 гг. — государственный секретарь в министерстве иностранных дел,
- 2000—2001 гг. — министр образования, науки, спорта и культуры, затем — генеральный директор агентства по науке и технике,
- январь апрель 2001 г. — министр образования, науки, спорта и культуры,
- 2004—2005 и 2007 гг. — министр иностранных дел. На этом посту пытался урегулировать пограничный спор с КНР и Южной Кореей, занимался вопросами определения местонахождения японских граждан, похищенных спецслужбами КНДР в 1970-х и 1980-х гг.,
- 2007—2008 гг. — главный секретарь кабинета министров Японии, одновременно в 2008 году исполнял обязанности министра сельского, лесного и рыбного хозяйства.

В 2014—2015 годах — председатель Палаты представителей.
В 2006 году был избран председателем одной из крупных фракций ЛДП — Сэйва Сэйсаку Кэнюкай, а с 2007 года — одним из её сопредседателей.
Являлся вице-президентом японско-китайской ассоциации межпарламентского сотрудничества.

## Награды и звание
Был награждён Почётным знаком «За заслуги перед Австрийской Республикой», Большим крестом II степени с серебряной звездой (1999).